# 드윗 브리스톨 브레이스
드윗 브리스톨 브레이스 (DeWitt Bristol Brace, 1859년 1월 5일 - 1905년 10월 2일)는 광학 실험, 특히 지구의 상대 운동과 빛의 에테르에 관한 실험으로 잘 알려진 미국의 물리학자이다.

## 생애와 업적
브레이스는 뉴욕 윌슨에서 태어나 록포트에서 학업을 준비하고 1881년 보스턴 대학교를 졸업했다. 그 후 그는 존스 홉킨스 대학교에서 헨리 오거스터스 롤랜드와 함께 2년을 보냈고, 베를린 대학에서 헤르만 폰 헬름홀츠와 구스타프 키르히호프 밑에서 2년을 보냈고 1885년에 졸업했다. 1887년부터 1888년까지 미시간 대학교 조교수, 1888년부터 1905년까지 네브래스카-링컨 대학교 물리학과 교수였다. 그곳에서 브레이스 물리학 실험실을 설립했는데 1905년에 병에 걸려 아직 그의 이름이 붙어 있는 신규 실험식을 개소할 때 사망했다.
그는 주로 광학 연구에 관심을 가지고 있어, 예를 들어 그는 새로운 유형의 편광 필터를 발명했다. 그는 에테르에서 지구의 운동 상태("에테르 표류")를 결정해야 하는 일련의 실험을 수행했는데 결과는 모두 부정적이었다. 특히 중요한 것은 레일리 경의 개선된 버전의 실험으로 로렌츠 길이 수축에 의하여 복굴절이 발생하지 않는다는 것을 매우 정확하게 입증했다. 또한 빛의 속도를 매우 정밀하게 측정하려고 시도했지만 작업 도중에 사망했다.
브레이스는 미국 과학 진흥협회의 펠로우 및 부회장이었고 미국물리학회 회원이었다.

## 같이 보기
- 레일리와 브레이스의 실험

## 간행물
- 에테르를 통해 이동하는 물질의 이중 굴절에 관하여 (Philosophical Magazine, S. 6., Vol. 7, No. 40., 1904년 4월, pp. 317–329)
- 에테르와 움직이는 물질 (Congress of Arts and Science, Universal Exposition, St. Louis 1904, (1906), vol. 4, pp. 105–117)
- "Aether Drift"의 2차 및 3차 테스트의 부정적인 결과와 가능한 1차 방법 (Philosophical Magazine(1905), vol. 10, pp. 71–80)
- Aether "Drift" 및 회전 분극. (필. Mag., London, (Ser. 6), 10, 1905, pp. 383–396)
- 굴절된 광선의 자전에서 지구의 움직임에 의해 생성된 변화에 대한 Fizeau의 실험의 반복(Phil. Mag., London, (Ser. 6), 10, 1905, pp. 591–599)